# Reale Società Ginnastica di Torino
La Reale Società Ginnastica di Torino è una società polisportiva italiana, tra le più antiche del Paese. Nacque nel 1844 su iniziativa dei Savoia. La sua sede attuale è nel capoluogo piemontese in via Magenta, 11.

## Fondazione
È stata fondata il 17 marzo 1844 a Torino, allora capitale del Regno di Sardegna, da Ernesto Ricardi di Netro, Luigi Franchi di Pont e dallo svizzero Rodolfo Obermann (1812-1869), un ginnasta di Zurigo molto famoso all'epoca, chiamato in Italia appositamente da Carlo Alberto di Savoia allo scopo di insegnare la ginnastica agli allievi dell'Accademia Militare, e di costituire la prima società ginnica italiana, per "divulgare la pratica degli esercizi di ginnastica per temprare i giovani alle fatiche".
Questa società sarà per oltre vent'anni l'unica società ginnica ad operare in Italia.
La società acquisirà il titolo di "Reale" nel 1933, per volere di Vittorio Emanuele III.

## Le sezioni

### Calcio
La squadra nacque come sezione dedicata al "gioco del calcio" nel 1897, cosa che l'anno seguente le permise di partecipare al primo campionato di calcio. Sempre nel 1898, la compagine vinse nel Torneo FGNI di Torino.
Partecipò ai primi campionati di calcio italiani della FIF, con scarsi risultati, fino al 1902, anno in cui si ritirò.

### Ginnastica artistica

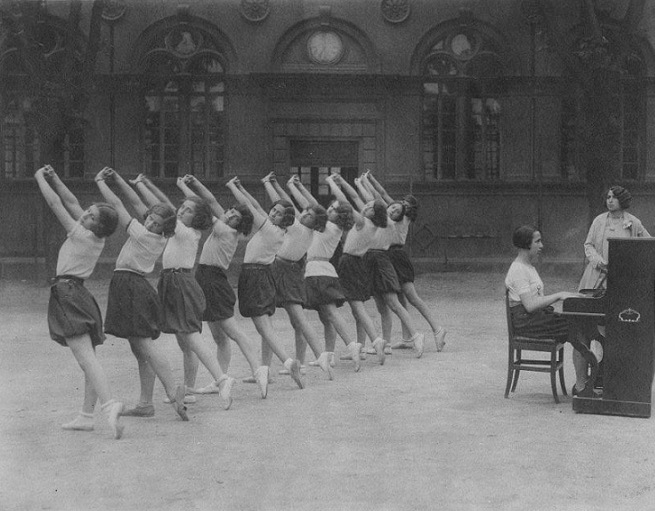
Anni trenta: esercizi di ginnastica artistica

Già dalla fondazione, la Ginnastica Torino operò per diffondere la ginnastica tra i giovani; tra i meriti che le si ascrivono, attraverso l'importante opera di due ministri, soci della società, c'è quello di essersi fatta promotrice della proposta al Parlamento di una legge per rendere obbligatoria la pratica ginnica nelle scuole. L'iter fu alquanto travagliato, e occorsero venti anni: dalla proposta, avanzata al Parlamento nel 1858 dall'allora ministro della Pubblica Istruzione Giovanni Lanza, si giunse all'approvazione solo nel luglio 1878, grazie all'impegno del ministro De Sanctis.
Nella stagione 1988/1989 la Ginnastica Torino diventa campione nazionale e interregionale di Serie C, ed è promossa in serie B; Servente, Rubinetti e Simonato vengono convocate nella nazionale giovanile. La società vince poi la serie B, è promossa in A e vince il campionato di serie A nella stagione 1990/1991.
Gli allenatori e tecnici della società hanno contribuito allo sviluppo di un nuovo tipo di salto al volteggio: presentato ai campionati del mondo di Birmingham (1993) dalla ginnasta Veronica Servente, è stato inserito nel "codice internazionale" prendendo il nome di «salto Servente».
Nella stagione 2003/2004 la squadra femminile si classifica al 3º posto del campionato nazionale Serie B ed è promossa in serie A2; Laura Leonardi, campionessa regionale juniores, è convocata nella nazionale italiana junores.
Il 4 maggio 2014 conquista la promozione in serie A2, grazie al secondo posto in classifica, con 147,750 punti, con la squadra composta da Irene Lanza, Arianna Barbanera, Maria Bonada, Fabiana Lovato, Giulia Fiore e Matilde Lombardi.

### Judo
Ha contribuito, a partire dagli anni cinquanta, alla diffusione del Judo, ottenuta grazie al lavoro del maestro Zucchi, cintura nera 4º dan, poi insignito del titolo "Maestro benemerito", e della "Stella d'argento" al merito sportivo dal CONI.

### Pallacanestro
Nel 1919 nasce la squadra di "palla al cesto", ovvero pallacanestro. Nel 1930 arrivò alle semifinali per lo scudetto ma venne eliminata dalla Reyer Venezia.
Il risultato migliore è del 1974/75 quando arrivò a giocarsi lo "spareggio" per accedere al campionato di Serie A.
Nel 2004 la squadra Under 14 Femminile ha vinto il titolo nazionale 3 contro 3. La squadra era composta da Marta Candela, Costanza Coen, Alice Quarta e Giorgia Raci.
Fino al 2006-07 la squadra maggiore giocava nel campionato nazionale di Serie C1 e la prima squadra femminile nel campionato di Serie B.

### Rugby
Sin dagli albori del rugby italiano, alla fine degli anni venti, si creò la sezione rugby. Il risultato più importante fu il successo nel campionato italiano 1946-47.
Nel 1949 la società abbandonò il campionato per aderire a una federazione italiana di rugby a 13 che si stava creando, ma i risultati furono fallimentari e la sezione rugby sparì di lì a pochi anni.

## FLIC Scuola di Circo

La Scuola di Circo FLIC.

Ultima nata nel 2002, la FLIC Scuola di Circo è un importante centro di formazione professionale per artisti provenienti da tutto il mondo. La FLIC è membro della FEDEC (Fédération Européenne Des Écoles du Cirque professionnelles) e l'obiettivo della Scuola è formare gli allievi nelle discipline artistiche proprie del circo contemporaneo.
La formazione professionale e amatoriale è affiancata da rassegne, eventi e performance oltre a spettacoli di nouveau cirque, gestione di laboratori temporanei per enti pubblici e privati, attività di volontariato e circo sociale.

## Onorificenze
- Stella d'oro al merito sportivo nel 1967.
- Collare d'oro al merito sportivo nel 2006.